# Scooby-Doo : Le Clash des Sammys
Série
Lego Scooby-Doo : Le Fantôme d'Hollywood 
(2016) Lego Scooby-Doo : Mystère sur la plage
(2017)
Pour plus de détails, voir Fiche technique et Distribution.
Scooby-Doo : Le Clash des Sammys (Scooby-Doo! Shaggy's Showdown) est un film américain d'animation réalisé par Matt Peters, sorti en 2017.
Il s'agit du 28e long métrage de la franchise Scooby-Doo de Warner Bros..

## Synopsis
Scooby et ses amis visitent un ranch qui a la réputation d’être hanté par un inquiétant cow-boy. Le spectre serait en outre un ancêtre de Sammy.

## Fiche technique
- Titre original : Scooby-Doo! Shaggy's Showdown
- Titre français : Scooby-Doo : Le Clash des Sammys
- Réalisation : Candie et Doug Langdale
- Genre : animation
- Société de production : Warner Bros. Animation
- Société de distribution : Warner Home Video
- Pays d'origine :  États-Unis
- Langue : anglais
- Genre : Animation, western et comédie horrifique
- Durée : 79 minutes
- Dates de sortie :
  - États-Unis : 2017

## Distribution

### Voix originales
- Frank Welker : Scooby-Doo et Fred Jones
- Grey DeLisle : Daphné Blake
- Matthew Lillard : Sammy Rogers et Shaky Joe
- Kate Micucci : Véra Dinkley
- Gary Cole : Rafe

### Voix françaises
- Mathias Kozlowski : Fred Jones
- Éric Missoffe : Sammy / Scooby-Doo
- Caroline Pascal : Véra Dinkley
- Céline Melloul : Daphné Blake
- Kylian Trouillard : le cousin Buddy
- Brigitte Virtudes : Midge
- Jean-François Aupied : Rafe
- Valérie Nosrée : Tawny
- Laurent Larcher : Kyle
- Michel Mella : Larry
- Sidney Kotto : David
- Yann Guillemot : Dave, Rodeo Emcee, Zeke
- Emmylou Homs : Desdemona
- Rody Benghezala : Cook

## Sortie vidéo (France)
Le téléfilm est sorti sur le support DVD en France :
- Scooby-Doo : Le Clash des Sammys (DVD-9 Keep Case) sorti le 15 février 2017 édité par Warner Bros. et distribué par Warner Home Vidéo France. Le ratio écran est en 1.78:1 panoramique 16:9. L'audio est en Français, Anglais, Espagnols et Suédois 5.1 Dolby Digital avec sous-titres en français, néerlandais, anglais pour sourds et malentendants, espagnols et suédois. En supplément trois dessins animés vintage de Scooby-Doo : L'Horrible Ville fantôme, Le Mystère de la mine et Scooby chez les fantômes en VOST. La durée du film est de 77 minutes. Il s'agit d'une édition zone 2 PAL[1].